# Capobrium pilosus
Capobrium pilosus là một loài bọ cánh cứng trong họ Cerambycidae.